# Kang Deuk-soo
Kang Deuk-soo (* 16. August 1961) ist ein ehemaliger südkoreanischer Fußballspieler und -trainer.

## Karriere

### Spieler

#### Verein
Nach der Yonsei University wechselte Kang zur Saison 1984 in den Kader von Lucky Goldstar, wo er bis zum Ende der Saison 1989 spielte. In der Saison 1985 gewann er mit seinem Klub die Meisterschaft. Anschließend war er noch einmal zwei Spielzeiten lang bei Hyundai Horang-i. Nach der Saison 1991 beendete er seine Karriere.

#### Nationalmannschaft
Sein erstes Spiel für die südkoreanische Nationalmannschaft nach der U20-Mannschaft, für die er von 1980 bis 1981 spielte, ist nicht bekannt. Er war im Kader der Weltmeisterschaft 1986, erhielt in den drei Gruppenspielen der Mannschaft hier jedoch keinen Einsatz.

### Trainer
Nach dem Ende seiner Laufbahn als Spieler war er von 1993 bis 1994 bei der Semyeong Computer High School als Trainer aktiv. Daran anschließend führte er diesen Posten bei der Nunggok High School ab dem folgenden Jahr bis Ende 2003 fort.